# Rogelio Granguillhome Morfín
Rogelio Granguillhome Morfín (Veracruz, 4 de enero de 1958) es un diplomático mexicano, actualmente embajador de México ante el Reino de Bélgica y el Gran Ducado de Luxemburgo y Jefe de la Misión de México ante la Unión Europea. Ha sido embajador en Alemania, Uruguay, Corea del Sur, India y Singapur.

## Biografía
Ingresó en 1976 a la Facultad de Ciencias Políticas y Sociales de la Universidad Nacional Autónoma de México y en 1980 se graduó con mención honorífica como licenciado en Relaciones Internacionales. En 1982 cursó Estudios latinoamericanos en la Universidad Simón Bolívar de Caracas, Venezuela.
Entre 1980 y 1986 ocupó diversos puestos en la Dirección General de Asuntos Hacendarios Internacionales de la Secretaría de Hacienda y Crédito Público. En la misma dirección fue director de Política Económica Internacional entre 1986 y 1990. También fue director ejecutivo de México ante el Banco de Desarrollo del Caribe.
Entre 1990 y 1995 fue director general de Relaciones Económicas con América Latina y el Caribe en la Secretaría de Relaciones Exteriores (SRE). Fue prosecretario para Asuntos Económicos de la Comisión para la Cooperación con América Central.
Entre febrero de 2009 y septiembre de 2011 fue jefe de la Unidad de Asuntos Económicos y Cooperación Internacional en la SRE. Definió e implementó la política de cooperación económica y desarrollo internacional de México y contribuyó a la preparación de la Ley Mexicana de Cooperación Internacional para el Desarrollo. 
A partir de septiembre de 2011 y hasta enero de 2013 ocupó el cargo de Director Ejecutivo de la Agencia Mexicana de Cooperación Internacional para el Desarrollo (AMEXCID). 
Encabezó el grupo de trabajo intergubernamental en preparación de la COP 16 en temas económicos y de promoción de negocios. Presidió el Grupo de Trabajo de Desarrollo del G20 durante la Presidencia Mexicana de 2012.
Entre junio de 1995 y diciembre de 1999 fue embajador en Uruguay y representante permanente ante la ALADI. Entre diciembre de 1999 y diciembre de 2004 fue embajador en Corea del Sur y embajador concurrente en Mongolia y Corea del Norte. Entre diciembre de 2004 y febrero de 2009 fue embajador en India y embajador concurrente en Sri Lanka, Bangladés y Nepal. Entre julio de 2013 y marzo de 2017 fue embajador de México en Singapur y embajador concurrente en Brunéi y Myanmar. Del 7 de marzo de 2017 al 18 de junio de 2021 encabezó la embajada de México en Alemania. Desde el 24 de junio de 2021 ocupa el cargo de Embajador de México ante el Reino de Bélgica y el Gran Ducado de Luxemburgo y de Jefe de la Misión de México ante la Unión Europea.
Es especialista en asuntos económicos internacionales, en particular promoción económica y cooperación internacional para el desarrollo. 
Ha publicado un número importante de textos en revistas especializadas nacionales y extranjeras como Revista Mexicana de Política Exterior, Foreign Affairs y diversos artículos en diarios nacionales y extranjeros.  
Ha participado como conferencista y orador principal en más de 300 eventos internacionales de corte académico y de promoción de negocios. Destacan sus participaciones como conferencista en eventos del World Economic Forum (WEF), del G20, de Universidades y Tecnológicos principalmente de Asia y de Cámaras Empresariales principalmente de Europa y Asia. 
Profesor de asignatura en la Universidad Nacional Autónoma de México, en el Instituto Matías Romero de Estudios Diplomáticos y profesor Visitante en la Dankook University, Seúl, Corea.
Ha recibido las más altas condecoraciones de los gobiernos de la República Oriental del Uruguay, República de Corea y la República Federal de Alemania.
Habla español, inglés, francés y alemán (en nivel intermedio).